# ジョン・リード (イギリスの政治家)
ジョン・リード（John Reid、1947年5月8日 - ）は、イギリスの政治家。
2007年から2011年までスコティッシュ・プレミアリーグのセルティックFCの会長を務めた。
| グレートブリテンおよび北アイルランド連合王国議会 | グレートブリテンおよび北アイルランド連合王国議会 | グレートブリテンおよび北アイルランド連合王国議会 |
| ------------------------------------------------ | ------------------------------------------------ | ------------------------------------------------ |
| 先代 ジェームズ・ハミルトン                      | 北マザーウェル選挙区選出 1987年 - 1997年         | 次代 選挙区廃止                                  |
| 先代 新設                                        | 北ハミルトン・ベルシル選挙区選出 1997年 - 2005年 | 次代 選挙区廃止                                  |
| 先代 ヘレン・リデル                              | エアドリー・ショッツ選挙区選出 2005年 - 2010年   | 次代 パメラ・ナッシュ                            |
| 公職                                             |                                                  |                                                  |
| 先代 ドナルド・ドゥーア                          | スコットランド大臣 1999年 - 2001年               | 次代 ヘレン・リデル                              |
| 先代 ピーター・マンデルソン                      | 北アイルランド大臣 2001年 - 2002年               | 次代 ポール・マーフィ                            |
| 先代 ロビン・クック                              | 枢密院議長 2003年                                | 次代 ガレス・ウィリアムズ                        |
| 先代 ロビン・クック                              | 庶民院院内総務 2003年                            | 次代 ピーター・ヘイン                            |
| 先代 アラン・ミルバーン                          | 保健大臣 2003年 - 2005年                         | 次代 パトリシア・ヒューイット                    |
| 先代 ジェフ・フーン                              | 国防大臣 2005年 - 2006年                         | 次代 デズ・ブラウン                              |
| 先代 チャールズ・クラーク                        | 内務大臣 2006年 - 2007年                         | 次代 ジャッキー・スミス                          |
| 党職                                             |                                                  |                                                  |
| 先代 チャールズ・クラーク                        | 労働党幹事長 2002年 - 2003年                     | 次代 イアン・マカートニー                        |
| ビジネス                                         |                                                  |                                                  |
| 先代 ブライアン・クイン                          | セルティックFC会長 2007年 - 2011年               | 次代 イアン・バンキアー                          |